# 秀刺小节猛水蚤
秀刺小节猛水蚤（学名：Microarthridion litospinatus）为大吉猛水蚤科小节猛水蚤属的动物，是中国的特有物种。分布于福建等地，常生活于沿海区的淡水中。